# Francisco Martínez de Cenicero
Francisco Martínez de Cenicero o Francisco Martínez Cisneros (Cenicero, ? - Jaén, 29 de noviembre de 1617) fue un eclesiástico español, obispo de la Diócesis de Canarias, Cartagena y Jaén.

## Biografía
Nació en Cenicero. Estudió filosofía y teología en la Universidad de Álcalá mediante beca en el Colegio Mayor de San Ildefonso, del que llegó a ser rector en 1583. Fue catedrático de Filosofía y Teología, llegando a conseguir la cátedra de prima en 1592. Nombrado en 1596, por Felipe II, obispo de Canarias.